# Mathias Bernath
Mathias Bernath (n. 11 octombrie 1920, Șagu, Arad – d. 10 octombrie 2013, Dießen am Ammersee) a fost un istoric bănățean, din 1971 profesor universitar în Berlinul de Vest.

## Lucrări
- Biographisches Lexikon zur Geschichte Südosteuropas. 4 volume, München 1974-1981, ISBN 3-486-47871-0 (vol. 1), 3-486-42421-1 (vol. 4);
- Historische Bücherkunde Südosteuropa. Mittelalter. Byzanz, Bulgarien, Serbien, Albaner, Slowenen, Ungarn, Kroatien, Ragusa, Bosnien, Rumänien. Teilband 1. Oldenbourg, München 1978-2002, ISBN 3-486-48591-1 (partea 1);
- Habsburg und die Anfänge der Rumänischen Nationsbildung, Leiden 1972; în română: Habsburgii și începuturile formării națiunii române, trad. Marionela Wolf, Cluj, 1994.